# Eurocopa 1980
La Eurocopa de fútbol de 1980 tuvo lugar en Italia entre el 11 de junio y el 22 de junio de 1980. Fue la sexta edición del torneo.
Fue la primera vez que ocho países (anteriormente eran cuatro) tenían derecho a participar en la fase final del torneo. Siete selecciones se tuvieron que clasificar para disputarla. También fue la primera vez que el anfitrión del torneo, en este caso lo fue Italia, se clasificaba automáticamente para la fase final.
Se decidió antes de disputar este torneo que no iba a haber semifinales jugando así la final los dos primeros de cada grupo y el partido por el tercer puesto los dos segundos de cada grupo.

## Sedes
| Roma Milán Nápoles Turín | Roma              | Milán             |
| ------------------------ | ----------------- | ----------------- |
| Roma Milán Nápoles Turín | Stadio Olimpico   | San Siro          |
| Roma Milán Nápoles Turín | Capacidad: 66,341 | Capacidad: 83,141 |
| Roma Milán Nápoles Turín |                   |                   |
| Roma Milán Nápoles Turín | Nápoles           | Turín             |
| Roma Milán Nápoles Turín | Stadio San Paolo  | Stadio Comunale   |
| Roma Milán Nápoles Turín | Capacidad: 81,101 | Capacidad: 71,180 |
| Roma Milán Nápoles Turín |                   |                   |

## Equipos participantes

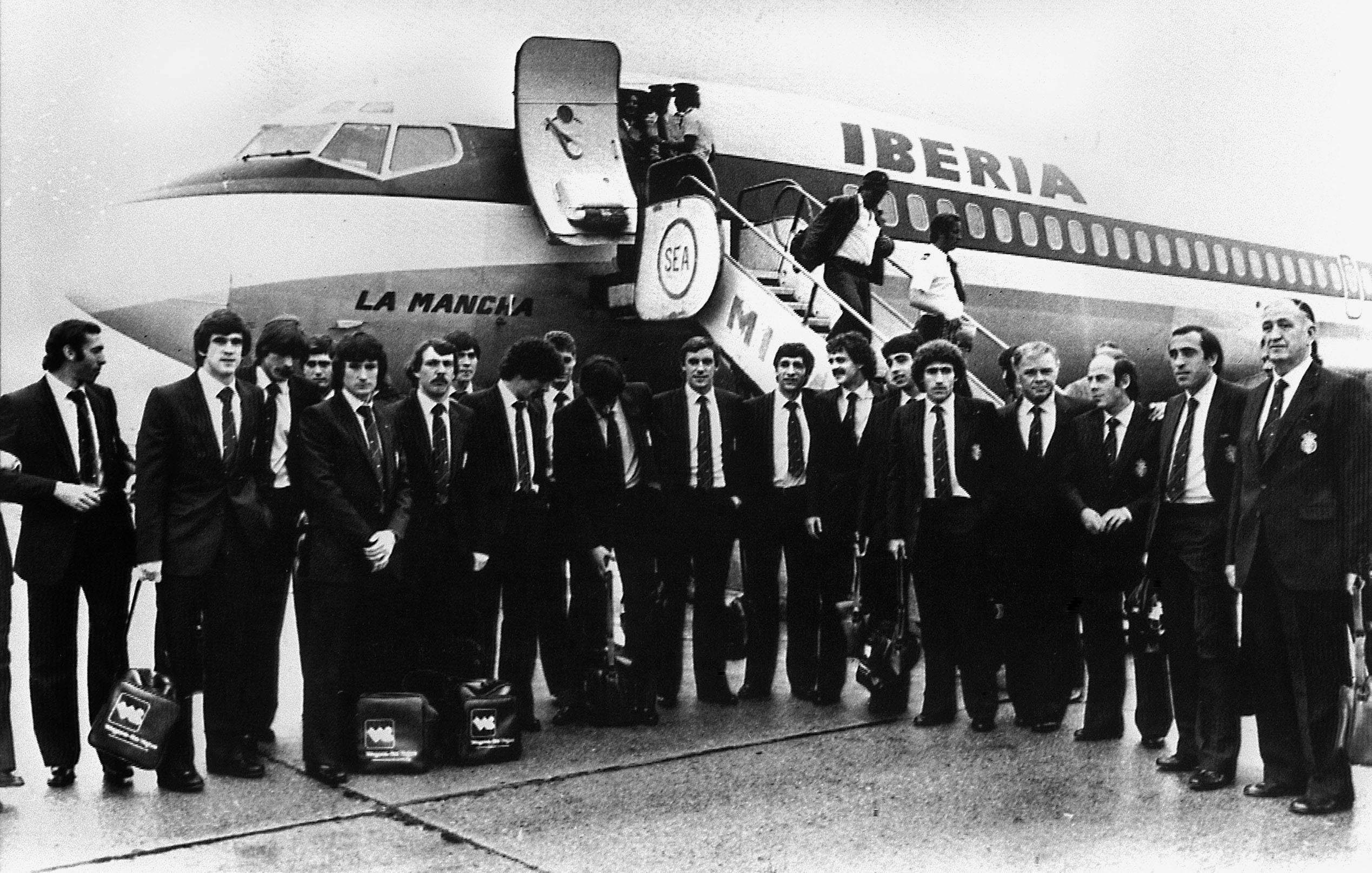
Seleccionado de España en su llegada a Milán

En cursiva los países debutantes en la competición.
| Equipos participantes | Equipos participantes | Equipos participantes | Equipos participantes |
| --------------------- | --------------------- | --------------------- | --------------------- |
| Alemania Federal      | Checoslovaquia        | Grecia                | Italia                |
| Bélgica               | España                | Inglaterra            | Países Bajos          |

## Resultados
- Las horas indicadas en los partidos corresponden al huso horario local de Italia: Horario de verano de Europa occidental – CEST: (UTC+2).

### Fase de grupos
– Clasificado para la final.
     – Clasificado para el partido por el tercer puesto.

#### Grupo A
| Selección        | Pts | PJ | PG | PE | PP | GF | GC | Dif |
| ---------------- | --- | -- | -- | -- | -- | -- | -- | --- |
| Alemania Federal | 5   | 3  | 2  | 1  | 0  | 4  | 2  | 2   |
| Checoslovaquia   | 3   | 3  | 1  | 1  | 1  | 4  | 3  | 1   |
| Países Bajos     | 3   | 3  | 1  | 1  | 1  | 4  | 4  | 0   |
| Grecia           | 1   | 3  | 0  | 1  | 2  | 1  | 4  | −3  |

| 11 de junio de 1980, 17:45 | Checoslovaquia | 0:1 (0:0) | Alemania Federal | Stadio Olimpico, Roma                                          |                                                                |
|                            |                |           | Rummenigge 57'   | Asistencia: 11 059 espectadores Árbitro(s): Alberto Michelotti | Asistencia: 11 059 espectadores Árbitro(s): Alberto Michelotti |

| 11 de junio de 1980, 20:30                | Países Bajos    | 1:0 (0:0) | Grecia | Stadio San Paolo, Nápoles                                |                                                          |
|                                           | Kist 65' (pen.) |           |        | Asistencia: 14 990 espectadores Árbitro(s): Adolf Prokop | Asistencia: 14 990 espectadores Árbitro(s): Adolf Prokop |
| Debut absoluto de Grecia en una Eurocopa. |                 |           |        |                                                          |                                                          |

| 14 de junio de 1980, 17:45 | Alemania Federal     | 3:2 (1:0) | Países Bajos                        | Stadio San Paolo, Nápoles                                |                                                          |
|                            | Allofs 20', 60', 65' |           | Rep 79' (pen.) · van de Kerkhof 85' | Asistencia: 26 546 espectadores Árbitro(s): Robert Wurtz | Asistencia: 26 546 espectadores Árbitro(s): Robert Wurtz |

| 14 de junio de 1980, 20:30                                        | Grecia           | 1:3 (1:2) | Checoslovaquia                      | Stadio Olimpico, Roma                                        |                                                              |
|                                                                   | Anastopoulos 14' |           | Panenka 6' · Vízek 26' · Nehoda 63' | Asistencia: 4 726 espectadores Árbitro(s): Patrick Partridge | Asistencia: 4 726 espectadores Árbitro(s): Patrick Partridge |
| Nikos Anastopoulos marcó el primer gol de Grecia en una Eurocopa. |                  |           |                                     |                                                              |                                                              |

| 17 de junio de 1980, 17:45 | Países Bajos | 1:1 (0:1) | Checoslovaquia | Stadio Giuseppe Meazza, Milán                        |                                                      |
|                            | Kist 59'     |           | Nehoda 16'     | Asistencia: 11 889 espectadores Árbitro(s): Hilmi Ok | Asistencia: 11 889 espectadores Árbitro(s): Hilmi Ok |

| 17 de junio de 1980, 20:30 | Grecia | 0:0 | Alemania Federal | Stadio Comunale, Turín                                     |  |
|                            |        |     |                  | Asistencia: 13 901 espectadores Árbitro(s): Brian McGinlay |  |

#### Grupo B
| Selección  | Pts | PJ | PG | PE | PP | GF | GC | Dif |
| ---------- | --- | -- | -- | -- | -- | -- | -- | --- |
| Bélgica    | 4   | 3  | 1  | 2  | 0  | 3  | 2  | 1   |
| Italia     | 4   | 3  | 1  | 2  | 0  | 1  | 0  | 1   |
| Inglaterra | 3   | 3  | 1  | 1  | 1  | 3  | 3  | 0   |
| España     | 1   | 3  | 0  | 1  | 2  | 2  | 4  | −2  |

| 12 de junio de 1980, 17:45 | Bélgica       | 1:1 (1:1) | Inglaterra  | Stadio Comunale, Turín                                     |                                                            |
|                            | Ceulemans 29' |           | Wilkins 26' | Asistencia: 15 186 espectadores Árbitro(s): Heinz Aldinger | Asistencia: 15 186 espectadores Árbitro(s): Heinz Aldinger |

| 12 de junio de 1980, 20:30 | España | 0:0 | Italia | Stadio Giuseppe Meazza, Milán                              |  |
|                            |        |     |        | Asistencia: 46 816 espectadores Árbitro(s): Karoly Palotai |  |

| 15 de junio de 1980, 17:45 | Bélgica                | 2:1 (1:1) | España    | Stadio Giuseppe Meazza, Milán                              |                                                            |
|                            | Gerets 17' · Cools 65' |           | Quini 36' | Asistencia: 11 430 espectadores Árbitro(s): Charles Corver | Asistencia: 11 430 espectadores Árbitro(s): Charles Corver |

| 15 de junio de 1980, 20:30 | Inglaterra | 0:1 (0:0) | Italia       | Stadio Comunale, Turín                                     |                                                            |
|                            |            |           | Tardelli 79' | Asistencia: 59 646 espectadores Árbitro(s): Nicolae Rainea | Asistencia: 59 646 espectadores Árbitro(s): Nicolae Rainea |

| 18 de junio de 1980, 17:45 | España          | 1:2 (0:1) | Inglaterra                  | Stadio San Paolo, Nápoles                                  |                                                            |
|                            | Dani 48' (pen.) |           | Brooking 19' · Woodcock 61' | Asistencia: 14 440 espectadores Árbitro(s): Erich Linemayr | Asistencia: 14 440 espectadores Árbitro(s): Erich Linemayr |

| 18 de junio de 1980, 20:30                                   | Italia | 0:0 | Bélgica | Stadio Olimpico, Roma                                            |  |
|                                                              |        |     |         | Asistencia: 42 318 espectadores Árbitro(s): António José Garrido |  |
| Primera clasificación de Bélgica a la final de una Eurocopa. |        |     |         |                                                                  |  |

### Fase final
|  | Final                        |       |
|  |                              |       |
|  | 22 de junio – Roma           |       |
|  |                              |       |
|  | Bélgica                      | 1     |
|  | Bélgica                      | 1     |
|  | Alemania Federal             | 2     |
|  | Alemania Federal             | 2     |
|  |                              |       |
|  |                              |       |
|  |                              |       |
|  | Partido por el tercer puesto |       |
|  |                              |       |
|  | 21 de junio – Nápoles        |       |
|  |                              |       |
|  | Italia                       | 1 (8) |
|  | Italia                       | 1 (8) |
|  | Checoslovaquia (p.)          | 1 (9) |
|  | Checoslovaquia (p.)          | 1 (9) |

#### Tercer puesto
| 21 de junio de 1980, 20:30 | Italia                                                                                     | 1:1 (0:0) (8:9 p.)         | Checoslovaquia                                                                  | Stadio San Paolo, Nápoles                                  |                                                            |
|                            | Graziani 73'                                                                               |                            | Jurkemik 54'                                                                    | Asistencia: 24 652 espectadores Árbitro(s): Erich Linemayr | Asistencia: 24 652 espectadores Árbitro(s): Erich Linemayr |
|                            |                                                                                            | Tiros desde el punto penal |                                                                                 |                                                            |                                                            |
|                            | Causio · Altobelli · Baresi · Cabrini · Benetti · Graziani · Scirea · Tardelli · Collovati |                            | Masný · Nehoda · Ondruš · Jurkemic · Panenka · Gögh · Gajdůšek · Kozák · Barmoš |                                                            |                                                            |

#### Final
| 22 de junio de 1980, 20:30 | Bélgica                 | 1:2 (0:1) | Alemania Federal  | Stadio Olimpico, Roma                                      |                                                            |
|                            | Vandereycken 75' (pen.) |           | Hrubesch 10', 88' | Asistencia: 47 864 espectadores Árbitro(s): Nicolae Rainea | Asistencia: 47 864 espectadores Árbitro(s): Nicolae Rainea |

|                          |
| Bandera de Alemania      |
| Campeón Alemania Federal |
| 2.º título               |

## Estadísticas

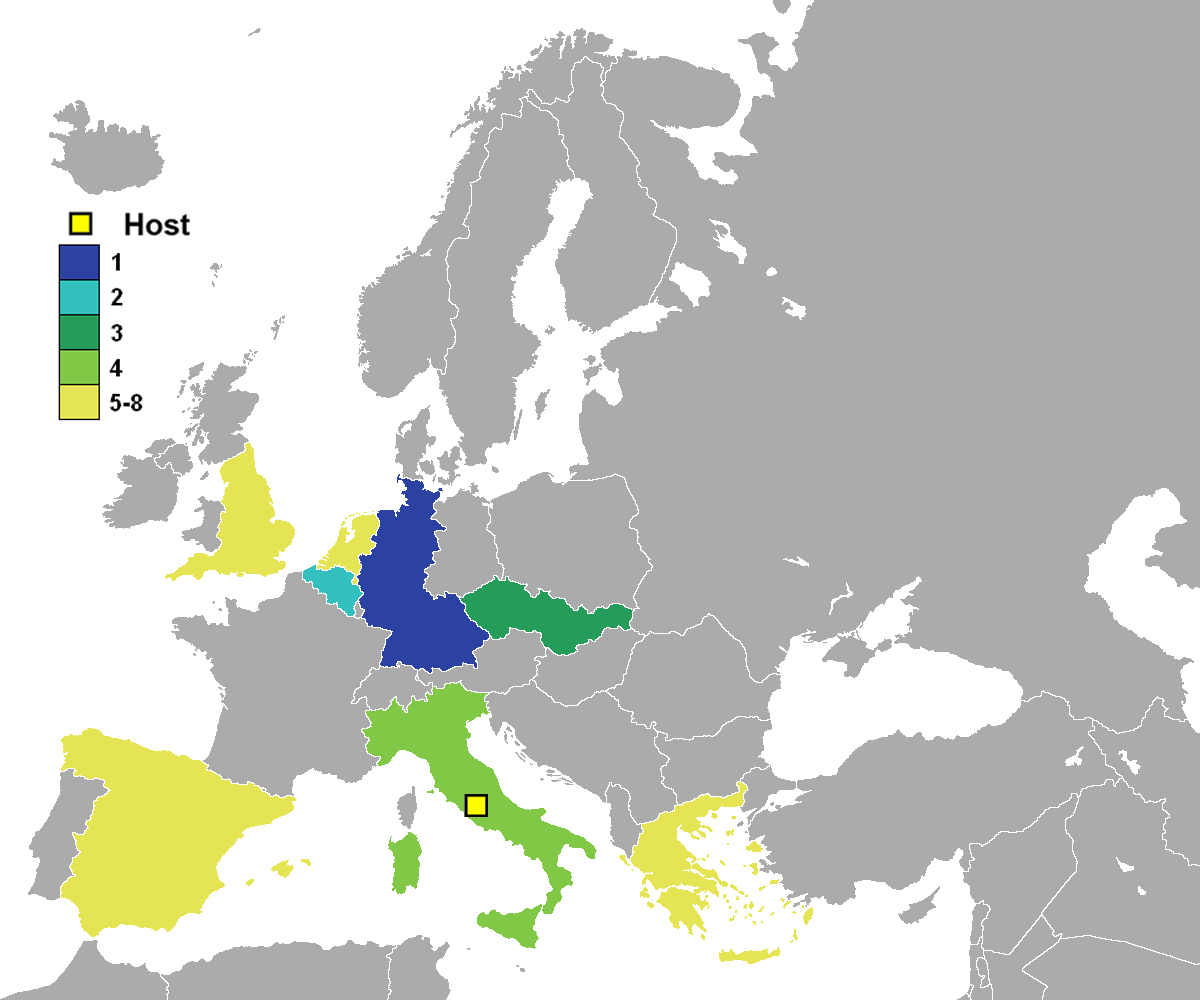
Mapa según los resultados de la Euro 1980.

### Clasificación general
Nota: las tablas de rendimiento no reflejan la clasificación final de los equipos, sino que muestran el rendimiento de los mismos atendiendo a la ronda final alcanzada.
| Pos. | Selección        | Pts | PJ | PG | PE | PP | GF | GC | Dif. | Rend.  |
| ---- | ---------------- | --- | -- | -- | -- | -- | -- | -- | ---- | ------ |
| 1    | Alemania Federal | 7   | 4  | 3  | 1  | 0  | 6  | 3  | 3    | 87.5%  |
| 2    | Bélgica          | 4   | 4  | 1  | 2  | 1  | 4  | 4  | 0    | 50%    |
| 3    | Checoslovaquia   | 4   | 4  | 1  | 2  | 1  | 5  | 4  | 1    | 50%    |
| 4    | Italia           | 5   | 4  | 1  | 3  | 0  | 2  | 1  | 1    | 62.5%  |
| 5    | Países Bajos     | 3   | 3  | 1  | 1  | 1  | 4  | 4  | 0    | 50%    |
| 6    | Inglaterra       | 3   | 3  | 1  | 1  | 1  | 3  | 3  | 0    | 50%    |
| 7    | España           | 1   | 3  | 0  | 1  | 2  | 2  | 4  | −2   | 16.67% |
| 8    | Grecia           | 1   | 3  | 0  | 1  | 2  | 1  | 4  | −3   | 16.67% |

## Goleadores
3 goles
- Klaus Allofs

2 goles
- Zdeněk Nehoda
- Kees Kist
- Horst Hrubesch

1 gol
- Jan Ceulemans
- Julien Cools
- Eric Gerets
- René Vandereycken
- Ladislav Jurkemik
- Antonín Panenka
- Ladislav Vízek
- Trevor Brooking
- Ray Wilkins
- Tony Woodcock
- Nikos Anastopoulos
- Francesco Graziani
- Marco Tardelli
- Johnny Rep
- Willy van de Kerkhof
- Dani
- Quini
- Karl-Heinz Rummenigge

## Equipo Ideal
| Guardameta | Defensas                                                            | Centrocampistas                                          | Delanteros                           |
| ---------- | ------------------------------------------------------------------- | -------------------------------------------------------- | ------------------------------------ |
| Dino Zoff  | Claudio Gentile Gaetano Scirea Hans-Peter Briegel Karlheinz Förster | Jan Ceulemans Marco Tardelli Hansi Müller Bernd Schuster | Horst Hrubesch Karl-Heinz Rummenigge |

## Símbolos

### Mascota

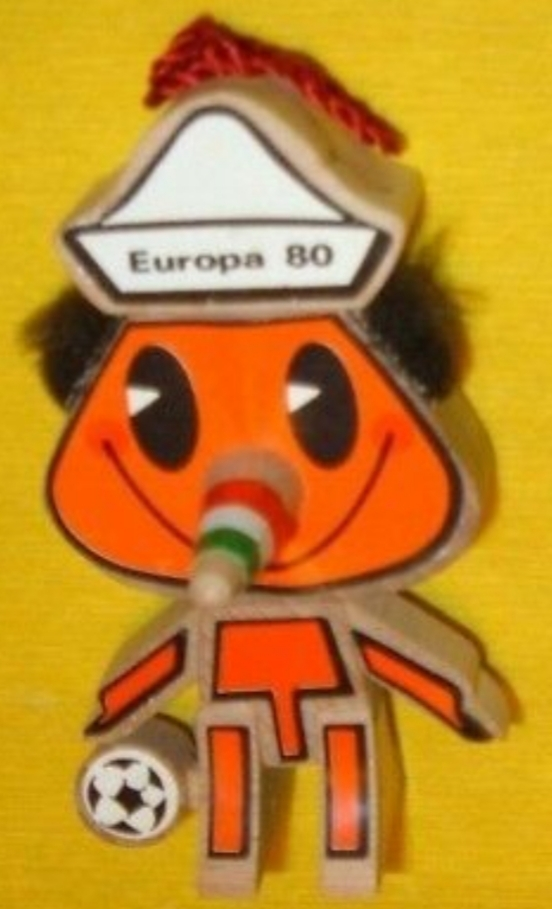
La mascota oficial Pinocchio

La primera mascota oficial de la Eurocopa fue Pinocchio, un personaje inspirado en el famoso personaje de cuentos italianos. Vestido con uniforme de fútbol, buscaba representar la creatividad y la pasión del país anfitrión, Italia. Su imagen emblemática perdura como un símbolo de la inocencia y el juego limpio en el fútbol.

### Balón oficial
El balón escogido fue el Adidas Tango. Fue el primero de los nuevos diseños de Tango usado para una EURO. Ya se había utilizado en la Copa Mundial de la FIFA de 1978 y hacía referencia a la cultura del país anfitrión, Argentina. 